# Katarzyna Parr
Katarzyna Parr (ur. ok. 1512 w zamku Kendal, zm. 5 września 1548 w zamku Sudeley w hrabstwie Gloucestershire) – królowa-małżonka Anglii i Irlandii, ostatnia, szósta żona króla Henryka VIII. Przeżyła go o niespełna dwadzieścia miesięcy. Ze wszystkich królowych angielskich miała najwięcej mężów, bo czterech (dwukrotnie owdowiała przed małżeństwem z Henrykiem VIII). Cieszyła się przyjaźnią trojga dzieci Henryka i osobiście zaangażowała się w edukację Elżbiety i Edwarda (oboje zostali później władcami Anglii). Miała wpływ na ustanowienie przez Henryka Trzeciego Aktu Sukcesji z 1543 roku, który przywrócił prawo sukcesji obu córkom króla – Marii i Elżbiecie. Kiedy Henryk był na wojnie we Francji, od lipca do sierpnia 1544 roku pełniła funkcję regentki i gdyby wtedy król zginął, byłaby regentką do czasu osiągnięcia przez Edwarda wieku sprawnego. W testamencie Henryk nie wyznaczył jej jednak żadnych funkcji państwowych. Z powodu jej sympatii do stronnictwa reformacji frakcja katolicka na dworze królewskim doprowadziła w 1546 roku do wydania nakazu aresztowania Katarzyny Parr, ale do niego nie doszło, gdyż małżonkowie pogodzili się. Jako pierwsza angielska królowa opublikowała pod własnym nazwiskiem książkę Modlitwy lub medytacje. Przejęła zadania wychowawcy Elżbiety po śmierci króla i opublikowała drugą książkę Lamentacje grzesznika. Pół roku po śmierci Henryka poślubiła czwartego i ostatniego męża – Tomasza Seymoura, pierwszego barona Seymoura z Sudeley. Było to krótkotrwałe małżeństwo, ponieważ Katarzyna zmarła we wrześniu 1548 roku, z powodu gorączki połogowej wynikłej po urodzeniu córki Marii Seymour.

## Życiorys

### Młodość
Urodziła się w 1512 roku, prawdopodobnie w sierpniu, była najstarszym z dzieci sir Tomasza Parra. Sir Tomasz był lordem Kendal (Westmorland obecnie Kumbria), potomkiem króla Edwarda III. Jej matką była Maud Green – córka i dziedziczka sir Tomasza Greena, lorda z Greens Norton w Northamptonshire. Parrowie byli znaczącą rodziną, z której wywodziło się wielu rycerzy. Miała dwoje młodszego rodzeństwa: brata Williama, który później został pierwszym markizem Northampton, oraz siostrę Annę, później hrabinę Pembroke. Sir Tomasz pełnił urzędy szeryfa Northamptonshire, dowódcy straży i rewizora Henryka VIII, był również jego bliskim doradcą. Jej matka Maud była bliską przyjaciółką i damą dworu Katarzyny Aragońskiej. Królowa była matką chrzestną małej Katarzyny i to jej zawdzięcza ona swoje imię. Uważano kiedyś mylnie, że Katarzyna urodziła się na zamku Kendal, ale w tamtym czasie był już w tak złym stanie, że nie nadawał się do zamieszkania. Podczas ciąży Maud Parr była na dworze w otoczeniu królowej i rodzina Parrów musiała mieszkać w swoim domu w Londynie na Blackfriars. Historycy uważają za mało prawdopodobne, by sir Tomasz ryzykował dwutygodniową podróż ciężarnej żony do rozpadającego się zamku, w którym i tak nigdy nie spędzali dużo czasu. Tomasz umarł, kiedy Katarzyna była jeszcze dzieckiem, i dlatego była blisko związana z matką. Początkowo jej edukacja była typowa dla dobrze urodzonych dziewcząt w tamtych czasach, ale własne zainteresowania i możliwości spowodowały, że kształciła się przez całe życie. Mówiła płynnie po francusku, włosku i łacinie, a kiedy była królową, zaczęła się uczyć hiszpańskiego. Nie wykazywała żadnego zainteresowania szyciem i szydełkowaniem mówiąc, iż „moje ręce są przeznaczone, by dotykać koron i bereł, a nie igieł i nici”.

### Małżeństwo z sir Edwardem Borough
W 1529 roku, gdy miała 17 lat, wyszła za mąż za sir Edwarda Borough, wnuka Edwarda Burgha, drugiego barona Burgh. Wcześniejsze biografie podawały, iż wyszła za dziadka, ale kiedy w grudniu 1529 roku dziadek jej męża został uznany za niepoczytalnego, jej teść – sir Tomasz Borough – został wyznaczony przez parlament na pierwszego barona Burgh. Jej mąż służył u Tomasza Kiddella jako zarządca lenna i sędzia pokoju. By zabezpieczyć mu byt, jego ojciec zapewnił mu także urząd w Kirton in Lindsey. Edward miał wówczas dwadzieścia kilka lat, ale był prawdopodobnie złego zdrowia i umarł wiosną 1533 roku, nie zdążywszy odziedziczyć tytułu barona Borough. Katarzyna spędziła wówczas pewien czas z wdową po swoim kuzynie sir Walterze Stricklandzie – lady Strickland, Katarzyną Neville, w rodzinnej posiadłości Sizergh Castle w Westmorland (obecnie Kumbria).

### Małżeństwo z Janem Neville’em
Latem 1534 roku wyszła za mąż za Jana Neville’a, trzeciego barona Latimer, dwukrotnie od niej starszego, który był kuzynem drugiego stopnia jej ojca i krewnym lady Strickland. Dzięki temu stała się drugą kobietą w rodzinie Parrów, która uzyskała status para. Dla barona Latimer była już trzecią żoną; z pierwszego małżeństwa z Dorotą de Vere, siostrą Jana de Vere – 14. earla Oxfordu, miał dwoje dzieci: Jana i Małgorzatę. Choć Latimer popadł w finansowe tarapaty z powodu prawnych sporów z braćmi o tytuł earla Warwick, Katarzyna po raz pierwszy w życiu posiadała własny dom, wpływowego męża oraz tytuł. Jan Neville był zażartym katolikiem i sprzeciwiał się unieważnieniu pierwszego małżeństwa króla i późniejszemu małżeństwu z Anną Boleyn oraz związanym z tym reformom religijnym. W październiku 1536 podczas Pielgrzymki Łaski tłum zbuntowanych katolików pojawił się przed ich domem, grożąc przemocą, jeśli Latimer nie przyłączy się do walki o ponowne związanie Kościoła Anglii z Rzymem. Katarzyna patrzyła, jak wywlekają z domu jej męża. Pomiędzy październikiem 1536 a kwietniem żyła w strachu i niepewności, starając się zapewnić byt sobie i przybranym dzieciom. Możliwe, że w tych niepewnych czasach ukształtowały się jej poglądy religijne przeciwne katolickiej rebelii i stała się zwolenniczką stronnictwa reformacji. W styczniu 1537 roku, w czasie, gdy powstanie objęło całą północną Anglię, Katarzyna i dzieci Latimera byli trzymani jako zakładnicy na zamku Snape (North Yorkshire) w Yorkshire. Buntownicy złupili ich dom rodzinny i powiadomili Latimera, który wracał z Londynu, że jeśli nie przyjedzie natychmiast, jego rodzina zostanie zabita. Kiedy powrócił na zamek, zdołał jakoś przekonać katolików, by uwolnili jego rodzinę. Król i Tomasz Cromwell otrzymywali na temat Latimera sprzeczne informacje; według jednych był zakładnikiem, według innych jednym z konspiratorów. Jako buntownik mógł zostać oskarżony o zdradę i pozbawiony majątku, co pozbawiłoby Katarzynę i dzieci dochodów. Król osobiście napisał do księcia Norfolk, by ten upewnił się co do postawy Latimera oraz nakazał, żeby Latimer  „potępił buntownika Aske i poddał się naszej łasce”, co ten uczynił. Możliwe, że o łaskę dla barona prosili brat Katarzyny – William i jego wuj, którzy walczyli z buntownikami. Choć nie zostały wysunięte przeciwko niemu żadne oskarżenia, jego reputacja została naruszona i cień podejrzenia towarzyszył mu przez resztę życia. Przez następne siedem lat wiele czasu spędzili na południu. Latimer był długo szantażowany przez Cromwella i zmuszany do posłuszeństwa. Po egzekucji Cromwella w 1540 roku Latimer został przywrócony do łask. W 1542 roku ich rodzina była w Londynie, a Latimer wziął udział w obradach Parlamentu. Katarzyna odwiedziła brata Williama i siostrę Annę na dworze królewskim i tam poznała swojego ostatniego męża sir Tomasza Seymoura. Atmosfera na dworze całkowicie różniła się od tego, co mogła znać z wiejskich, prowincjonalnych okolic, w których do tej pory żyła. Mogła zapoznać się z nowinkami nie tylko w dziedzinie religii, ale również mody i biżuterii.
Zimą 1542 roku zdrowie lorda Latimera uległo pogorszeniu. Katarzyna zajmowała się nim aż do jego śmierci w 1543 roku. W testamencie została wyznaczona prawną opiekunką jego córki Małgorzaty i głową rodziny do czasu osiągnięcia przez Małgorzatę dorosłości. Otrzymała również majątek w Stowe i inne posiadłości. Pieniądze zostały przeznaczone na utrzymanie córki zmarłego, a gdyby nie wyszła ona za mąż w ciągu pięciu lat, Katarzyna miała pobierać na jej utrzymanie 30 funtów rocznie. W tej sytuacji Katarzyna została bogatą wdową, ale po śmierci męża, nie mając powodu, by zostać w Londynie, musiała wrócić na Północ. O uczuciu, jakim darzyła Latimera, świadczy to, że wydanie Biblii z jego podpisem trzymała do śmierci jako pamiątkę. Dzięki znajomości swojej zmarłej matki z pierwszą żoną Henryka VIII Katarzyną Aragońską odnowiła kontakty z jej córką, Marią Tudor, i 16 lutego 1543 roku została jej damą dworu. Wtedy król Henryk zwrócił na nią uwagę. Rozpoczęła wprawdzie wcześniej obiecującą znajomość z sir Tomaszem Seymourem, bratem zmarłej królowej Joanny Seymour, ale zrozumiała, że powinna przedłożyć propozycję króla ponad osobiste uczucia. Seymour został tymczasem wysłany na długotrwałą misję dyplomatyczną do Brukseli, co usunęło go z dworu królewskiego.

### Małżeństwo z Henrykiem VIII
Ślub Katarzyny i Henryka odbył się 12 lipca 1543 roku w pałacu Hampton Court. Była pierwszą z królowych angielskich, która posiadała także tytuł królowej Irlandii (po tym jak Henryk VIII przyjął ten tytuł). Katarzyna i Henryk poprzez licznych wspólnych przodków byli związani węzłami pokrewieństwa. Katarzynie udało się utrzymywać dobre relacje z dziećmi Henryka z poprzednich małżeństw – Marią, Elżbietą i Edwardem. Doprowadziła też do pogodzenia się Henryka z córkami. Sprowadziła na dwór swoje przybrane dzieci: córkę Małgorzatę Neville, jako pannę na wydaniu, oraz syna Jana. Jej wuj Lord Parr został lordem szambelanem.
Henryk udał się na swoją ostatnią, nieudaną wyprawę wojenną do Francji i w tym czasie od lipca do września 1544 Katarzyna była regentką królestwa sprawującą władzę w jego imieniu. Ponieważ Rada Regencyjna była obsadzona jej stronnikami (zasiadał w niej m.in. jej wuj, Tomasz Cranmer, lord Hertford) sprawowała efektywną władzę. Zajmowała się finansami państwa i dostawami dla korpusu ekspedycyjnego we Francji, podpisała pięć królewskich rozporządzeń i była w stałym kontakcie z dowódcą północnych marchii Hrabią Shrewsbury, którego zadaniem było zapewnienie spokoju na granicy ze Szkocją. Uważa się, że jej aktywność jako regentki, siła charakteru, dostojeństwo i postawa religijna były źródłem inspiracji dla przybranej córki Elżbiety (która później rządziła jako Elżbieta I).
Poglądy religijne Katarzyny były stałym źródłem podejrzeń dla katolików i przedstawicieli stronnictwa antyreformacyjnego, takich jak Stefan Gardiner (biskup Winchester) i lord Tomasz Wriothesley (lord kanclerz). Choć wychowana została jako katoliczka urodzona przed nadejściem Reformacji, z czasem zainteresowała się tzw. Nową Wiarą i zaczęła z  nią sympatyzować. Zaślubiny z królem Henrykiem VIII zostały uświetnione spaleniem trzech protestanckich heretyków w pobliskim Wielkim Parku i uważnie obserwowano, czy nowa królowa nie wykazuje śladów współczucia. W połowie lat 40. zaczęto podejrzewać, że jest stronniczką Reformacji. O tym, że była, świadczą wątki w jej drugiej i ostatniej książce wydanej już po śmierci Henryka VIII w 1547 „Lamentacje grzesznika” (Lamentacions of a synner) gdzie znajduje się m.in. teza o zbawieniu wyłącznie przez samą wiarę, co Kościół katolicki uważał za herezję. Mało prawdopodobne, by takie poglądy pojawiły się w krótkim czasie pomiędzy śmiercią Henryka VIII a publikacją książki. Znacząca też jest jej bliska znajomość z Anną Askew – wpływową stronniczką Reformacji, która publicznie przeciwstawiała się katolickiemu dogmatowi o transsubstancjacji i została z tego powodu zamordowana przez katolików za herezję, a później uznana za męczenniczkę Reformacji. W 1546 biskup Winchester i Lord Wriothesley usiłowali skonfliktować z nią króla. Wydany został nakaz aresztowania, jednakże w przeddzień dowiedziała się o nim i udało się jej ukorzyć i zyskać łaskę króla przez zapewnienie, że dyskutowała o religii tylko po to, by zająć czymś jego umysł i oderwać uwagę od problemów zdrowotnych. Następnego dnia uzbrojeni strażnicy, którzy nieświadomi zmiany sytuacji usiłowali dokonać aresztowania, narazili się na gniew króla.
Krótko przed śmiercią Henryk uposażył Katarzynę wyznaczając jej roczną rentę w wysokości 7 tys. funtów, nakazał też, aby w razie jego śmierci, pomimo bycia wdową wciąż odbierała wszystkie honory tak, jakby wciąż żył. Katarzyna została zwolniona z dworu królewskiego po koronacji Edwarda VI 31 stycznia 1547 i udała się do swojego domu w Old Manor w Chelsea.

### Małżeństwo z Tomaszem Seymourem
Po śmierci Henryka VIII w 1547 na dwór królewski powrócił sir Tomasz Seymour i Katarzyna szybko przyjęła propozycję małżeństwa, zdecydowana poślubić swą dawną miłość. Ponieważ od śmierci króla minęło zaledwie sześć miesięcy, Seymour wiedział, że rada regencyjna nie wyrazi zgody na ich małżeństwo. Z tego powodu pobrali się pod koniec maja w tajemnicy. Przez wiele miesięcy ani król Edward, ani rada regencyjna nie byli o tym poinformowani, a kiedy sprawa się wydała, wybuchł skandal. Najbardziej dotknęło to Marię Tudor, która nigdy nie wybaczyła tej decyzji Katarzynie i nakazała nawet listownie Elżbiecie, by nigdy się nie kontaktowała z Katarzyną.
Wkrótce potem Katarzyna weszła w spór z wujem króla, Lordem Protektorem, księciem Somerset, o klejnoty królewskie, do których formalnie wciąż miała prawo. Żona księcia Somerset, jeszcze niedawno jej dama dworu, a obecnie bratowa, utrzymywała, iż to ona, jako małżonka osoby pełniącej funkcję króla ma prawo ich używać, a nie Katarzyna, jako wdowa po królu. Ostatecznie to żona księcia Somerset wygrała tę walkę. Spowodowało to trwałe pogorszenie stosunków pomiędzy braćmi Seymour, ponieważ Tomasz uważał, że jest to atak na jego pozycję społeczną.
W listopadzie 1547 Katarzyna opublikowała swoją drugą książkę „Lamentacje grzesznika”, która okazała się sukcesem i została dobrze przyjęta. Na początku 1548 Katarzyna zaprosiła Elżbietę i jej kuzynkę Lady Joannę Grey do swojej posiadłości Sudeley Castle w Gloucestershire. Królowa wdowa obiecała zapewnić obu dziewczętom edukację, a jej dom stał się szanowanym miejscem, w którym mogły się wychowywać kobiety z wyższych sfer.
W marcu 1548 Katarzyna była w ciąży, co było zaskoczeniem, ponieważ miała już 35 lat i jak dotąd w żadnym z dotychczasowych małżeństw nie zaszła w ciążę. W tym czasie Seymour zaczął wykazywać zainteresowanie Elżbietą, często pojawiał się w jej komnacie w samej tylko bieliźnie, pozornie niewinnym baraszkowaniem zbliżył się do niej i pewnego dnia w maju 1548 Katarzyna zastała obydwoje w objęciach. Elżbieta natychmiast została odesłana do posiadłości sir Antoniego Denny’ego w Cheshunt i już nigdy nie widziała swojej ukochanej macochy, choć później korespondowały. Natychmiast po tym wydarzeniu Elżbieta wysłała list do Katarzyny i Tomasza, w którym przeprosiła za swoje zachowanie.
Katarzyna zmarła sześć dni po porodzie w wyniku gorączki połogowej 5 września 1548 roku w Sudeley Castle w Gloucestershire. Jej pogrzeb odbył się 7 września. Córka Katarzyny, Maria Seymour, była nazywana „dzieckiem królowej” i uważana za najlepszą partię w kraju, jednak wszystko zmieniło się po śmierci jej rodziców. Dziewczynka oddana została pod opiekę krewnej i przyjaciółki Katarzyny wdowy księżny Suffolk, która przyjęła ją jak kolejny ciężar. Skrzynia z kosztownościami i stroje należące do Katarzyny zostały po jej śmierci odesłane do Tower i dopiero półtora roku później 17 marca 1550 zostały przeznaczone na uposażenie Marii przebywającej w Grimsthorpe Castle w Lincolnshire. Ostatnia wzmianka na jej temat dotyczy jej drugich urodzin i choć krążyły rozmaite pogłoski o jej późniejszym losie, przyjmuje się, że wkrótce po tym zmarła. Ostatni mąż Katarzyny, Lord Seymour of Sudeley, został stracony za zdradę 20 marca 1549.

### Losy grobu

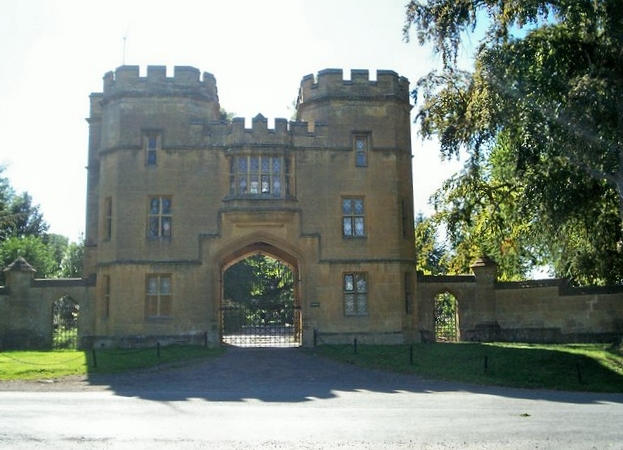
Brama zamku Sudeley

Katarzynę pochowano w bezimiennym grobie w kaplicy St. Mary’s Sudeley na terenie zamku. W czasie wojny domowej XVII wieku zamek został poważnie uszkodzony i o grobie Katarzyny zapomniano. Kaplicę poddano zwierzchnictwu lokalnej parafii Kościoła anglikańskiego. W 1782 teren przyzamkowy z ruinami kaplicy był własnością niejakiego Jana Lucasa, który przypadkiem odnalazł trumnę i kazał ją otworzyć. Po prawie 250 latach od śmierci Katarzyny Parr zwłoki były nienaruszone, tak jakby zmarła dzień przedtem. Trumny jednak nie zamknięto i nastąpił proces rozkładu. W 1817 lokalny proboszcz zabezpieczył trumnę, która zawierała już tylko szczątki układu kostnego, a w 1837 nowi właściciele z rodziny Dent, którzy otrzymali tytuł baronów Sudeley, poddali zamek i kaplicę gruntownej restauracji i wznieśli Katarzynie Parr wspaniały grobowiec z tym samym napisem, który znajdował się na tabliczce trumiennej: „KP / Here Lyethe quene / Kateryn Wife to Kyng / Henry the VIII / And Last the Wife of Thomas / Lord of Sudeley high / Admyrall of England and onkle to kyng / Edward the VI / dyede 7 September / MCCCCC / XLVIII” (pol. KP / Tu spoczywa królowa / Katarzyna małżonka króla / Henryka VIII a / ostatnio żona Tomasza / Lorda Sudeley wielkiego / admirała Anglii i wuja króla / Edwarda VI / zmarła 7 września / MCCCCC / XLVIII).